# S. I. Hayakawa
Samuel Ichiye Hayakawa (Vancouver, 18 de julio de 1906 - 27 de febrero de 1992) fue un lingüista y senador estadounidense. Escribió libros conocidos sobre Semántica General, Language in Thought and Action (El lenguaje en el pensamiento y en la acción) (1938). Junto al doctor John Tanton, Hayakawa fundó y dirigió la organización-movimiento U.S. English, con el objetivo de convertir de que el inglés fuera la única lengua oficial de Estados Unidos.
- Datos: Q942027
- Multimedia: S. I. Hayakawa / Q942027